# 贝埃乔利耶卡兰
贝埃乔利耶卡兰（Beejoliya Kalan），是印度拉贾斯坦邦Bhilwara县的一个城镇。总人口12384（2001年）。

## 人口
该地2001年总人口12384人，其中男性6402人，女性5982人；0—6岁人口1871人，其中男995人，女876人；识字率64.02%，其中男性为73.27%，女性为54.11%。